# Имангазеев, Бекзат Азаматович
Бекзат Азаматович Имангазеев (каз. Бекзат Азаматұлы Иманғазиев; род. 18 февраля 2001, Зелёное, Западно-Казахстанская область) — казахстанский футболист, полузащитник казахстанского клуба «Акжайык».

## Клубная карьера
Воспитанник западно-казахстанского футбола. Футбольную карьеру начинал в 2016 году в составе клуба «Акжайык U-21» во второй лиге.
В апреле 2021 года подписал контракт с клубом «Окжетпес».
15 мая 2022 года в матче против клуба «Тараз» дебютировал в казахстанской Премьер-лиге (0:2), выйдя на замену на 81-й минуте вместо Артура Газданова.

## Карьера в сборной
26 мая 2021 года дебютировал за молодёжную сборную Казахстана в матче против молодёжной сборной Болгарии (1:3).

## Клубная статистика
| Игровая карьера | Игровая карьера     | Игровая карьера | Лига | Лига | Кубок | Кубок | Межд. | Межд. | Др. | Др. |
| --------------- | ------------------- | --------------- | ---- | ---- | ----- | ----- | ----- | ----- | --- | --- |
| 2016            | Акжайык М           | В               | 2    | 0    |       | —     | —     | —     | —   | —   |
| 2018            | Академия Онтустик   | В               | 34   | 5    | 1     | 0     | —     | —     | —   | —   |
| 2019            | Академия Онтустик   | Б               | 25   | 0    | 4     | 0     | —     | —     | —   | —   |
| 2019            | Академия Онтустик М | В               | 2    | 1    | —     | —     | —     | —     | —   | —   |
| 2020            | Академия Онтустик   | Б               | 11   | 1    | —     | —     | —     | —     | —   | —   |
| 2021            | Окжетпес            | Б               | 21   | 0    | 1     | 0     | —     | —     | —   | —   |
| 2022            | Акжайык             | А               | 9    | 0    | 6     | 0     | —     | —     | —   | —   |